# Andrew Hoy
Andrew James Hoy OAM (Culcairn, 8 de fevereiro de 1959) é um ginete de elite australiano, tricampeão olímpico do CCE.

## Carreira
Andrew Hoy representou seu país nos Jogos Olímpicos de 1984, 1988, 1992, 1996, 2000 ,2004 e 2012, na qual conquistou no CCE individual a medalha de ouro, em 1992, 1996 e 2000.